# Leucauge longimana
Leucauge longimana là một loài nhện trong họ Tetragnathidae.
Loài này thuộc chi Leucauge. Leucauge longimana được Eugen von Keyserling miêu tả năm 1881.